# Жук Олександр Абрамович
Олександр Абрамович Жук (нар. 5 листопада 1907, Полтава — пом. 31 жовтня 1995, Харків) — український композитор, диригент, музичний педагог; член Спілки композиторів України з 1938 року. Брат скрипаля Ісака Жука.

## Біографія
Народився 23 жовтня [5 листопада] 1907 року в місті Полтаві (тепер Україна). 1936 року закінчив історично-теоретичний факультет Харківської консерваторії, 1938 року — клас композиції Михайла Тіца. Протягом 1937—1941 років викладав у Харківському музичному училищі і Харківській консерваторії. Одночасно у 1939—1941 роках був членом правління Харківської організації Спілки композиторів України. Протягом 1941—1944 років завідував музичною частиною і був диригентом Російського драматичного театру імені Тараса Шевченка у місті Леніногорську Казахської РСР.
Впродовж 1944–1967 років знову викладав у Харківському музичному училищі, одночасно у 1950–1954 роках завідував кафедрою теорії музики Харківського театрального інституту; з 1961 року — викладач, а у 1964–1969 роках — завідувач кафедри теорії музики і фортепіано Харківського інституту культури. Впродовж 1970–1974 років очолював ревізійну комісію Харківської організації Спілки композиторів України.
Помер в Харкові 31 жовтня 1995 року.

## Творчість
Серед творів:
- вокально-симфонічна поема «Матрос Железняк» (1935, слова М. Голодного);
- для симфонічного оркестру — Симфонія (1938);
- для камерного оркестру — Симфонієта (1992);
- для фортепіано з оркестром — Концерт (1957);
- для скрипки з оркестром — «Рондо-фантазія» (1939), Концерт (1982);
- для оркестру народних інструментів — «Святкова увертюра» (1954), «Українська фантазія» (1971);
- камерно-інструментальні — 2 Струнні квартети (1935, 1959), Фортепіанне тріо (1947),  Фортепіанний квінтет (1972);
- для фортепіано — Сюїта (1950), 3 Поеми (1950, 1956, 1970), 3 Концертні етюди (1961),  «Українська рапсодія» (1963), «Героїчна соната» (1965);
- для скрипки і фортепіано — «Арія» (1936), «Поема» (1949), «Гумореска» (1956);
- для віолончелі — «Інтермеццо» (1965), 2 Концертні п'єси (1994);
- хори, романси;
- музика до театральних вистав.

Автор музики до комедій «Пошились у дурні» Марка Кропивницького (1942) і «Розкинулось море широко» Всеволода Азарова, Всеволода Вишневського, Олександра Крона (1943), один із творців музики до гімну УРСР (1947).